# بيغي لويد
بيغي لويد (بالإنجليزية: Peggy Lloyd)‏ هي ممثلة أمريكية، ولدت في 14 أغسطس 1913 في نيويورك في الولايات المتحدة، وتوفيت في 30 أغسطس 2011 في لوس أنجلوس في الولايات المتحدة.

## وصلات خارجية
- بيغي لويد على موقع IMDb (الإنجليزية)
- بيغي لويد على موقع أول موفي (الإنجليزية)
- بيغي لويد على موقع قاعدة بيانات برودواي على الإنترنت (الإنجليزية)
- بيغي لويد على موقع قاعدة بيانات برودواي على الإنترنت (الإنجليزية)
- بيغي لويد على موقع كينوبويسك (الروسية)